# Revival (álbum de Petra)
Revival é o vigésimo álbum de estúdio da banda Petra, lançado a 20 de novembro de 2001.
Este álbum marca também algumas mudanças no Petra, em que três membros do grupo deixaram a banda e Bob Hartman retorna, assumindo novamente as guitarras.
O Petra também havia deixado as gravadoras Word e Epic Records, passando a ter, desde então, contrato com a Inpop Records.
| Críticas profissionais                                                      | Críticas profissionais |
| Avaliações da crítica                                                       | Avaliações da crítica  |
| Fonte                                                                       | Avaliação              |
| --------------------------------------------------------------------------- | ---------------------- |
| allmusic                                                                    | [ 3 ]                  |
| Jesus Freak Hideout                                                         | (sem nota)             |
| Esta tabela precisa de ser acompanhada por texto em prosa. Consulte o guia. |                        |

## Faixas
1. "Send Revival, Start With Me" (Matt Redman) – 5:29
2. "The Noise We Make" (Jesse Reeves, Chris Tomlin) – 5:05
3. "Oasis" (John Hartley, Gary Sadler) – 3:56
4. "The Prodigal's Song" (Paul Oakley) – 4:16
5. "Amazing Grace" (Sadler, Hartley, Dwayne Larring) - 4:03
6. "Jesus, Friend of Sinners" (Oakley) – 3:32
7. "Better Is One Day" (Redman) – 4:36
8. "Meet With Me" (Lamont Hiebert) – 3:28
9. "You Satisfy" (Peter Gross, Ashlee White) – 4:26
10. "We Want to See Jesus Lifted High" (Doug Horley) – 3:02
11. "How Long" (Stuart Townend) – 4:06

## Créditos
- John Schlitt - Vocal
- Louie Weaver - Bateria, percussão
- Bob Hartman - Guitarra

## Músicos adicionais
- Rick Cua - baixo
- Jason Halbert - teclados, programação e back vocal
- Dwayne Larring - guitarras
- David Larring
- Kevin Walt
- David Davidson - arranjo de string em "Send Revival"
- John Catchings - strings
- David Angell - strings
- Monisa Angell - strings